# 高明站 (韩国)
高明站（：／ Gomyeong yeok */?）是中央線沿線的一座鐵路車站，位於韓國忠清北道堤川市高明洞。

## 历史
- 1971年12月1日 - 落成使用。

## 相鄰車站
韓国铁道公社
中央線
堤川－高明－三谷